# Eriospermum flexum
Eriospermum flexum är en sparrisväxtart som beskrevs av Pauline Lesley Perry. Eriospermum flexum ingår i släktet Eriospermum och familjen sparrisväxter. IUCN kategoriserar arten globalt som livskraftig. Inga underarter finns listade i Catalogue of Life.